# Ferro di cavallo (film)
Ferro di cavallo è un film muto italiano del 1922 diretto da Dante Cappelli. 